# Ідеальна жінка
«Ідеальна жінка» (англ. The Perfect Woman) — американська комедійна мелодрама режисера Девіда Керкленда 1920 року.

## Сюжет
Коли Мері Блейк подає заявку на посаду особистого секретаря жінконенависника Джеймса Стенхоупа, її вважають занадто привабливою для цієї роботи. Мері повертається додому, робить себе непривабливою, і її швидко приймають на роботу. Стенхоп допомагає уряду заарештовувати більшовиків, але однієї ночі до будинку вриваються троє революціонерів, зв'язують Стенхопа і затикають йому рота, а під його крісло закладають бомбу з годинниковим механізмом. Відкинувши своє непривабливе вбрання, Мері підкорює трьох вампірів, б'є кожного з них по голові латунною статуеткою і рятує життя свого боса. Винахідливість Мері змушує Стенхоупа відмовитися від свого презирства до вродливих жінок, і він робить пропозицію своїй привабливій секретарці.

## У ролях
- Констанс Толмадж — Мері Блейк
- Чарльз Мередіт — Джеймс Стенхоуп
- Елізабет Гаррісон — місіс Стенгоуп
- Джозеф Бурк — Дж. Дж. Сіммонс
- Нед Спаркс — Граймс, анархіст